# Ересиарх
Ересиарх (на гръцки: αἱρεσιάρχης, от hairesis – учение, arche – власт) е основател или водач на еретическо учение или движение.
По традиция понятието ересиарх се употребява от представителите на официалната ортодоксална християнска доктрина (православни или католици) по отношение на основателите или водачите на религиозни направления в ранното християнство, които са отречени от официалната църква като ереси.
Сред по-известните ересиарси в историята на християнството са:
- Павел от Самосата (200 – 275) – основател на павликянството;
- Арий (256—336) – основател на арианството;
- Мани (216-275) – основател на манихейството;
- Пелагий (ок. 354 – ок. 420) – келтски отшелник, основател на пелагинизма.
- Несторий (ок.381 – ок. 451) – константинополски патриарх, основател на несторианството.
- Севир Антиохийский (456 – 538) – патриарх антиохийски, основател на северианството.
- Поп Богомил (10 век) – създател на богомилството.
- Василий Врач във Византия в началото на 12 век.
- Корнелий Янсен (1585 – 1638) – холандски теолог, баща на янсенизма.
- Лев Толстой (1828-1910) – руски писател, основател на толстоизма.